# Cornucopina grandis
Cornucopina grandis är en mossdjursart som först beskrevs av Busk 1852.  Cornucopina grandis ingår i släktet Cornucopina och familjen Bugulidae. Inga underarter finns listade i Catalogue of Life.